# 앙드레 루생
앙드레 루생(André Roussin, 1911년 1월 22일 ~ 1987년 11월 3일)은 프랑스의 극작가이자 배우다.
마르세유에서 출생하였다. 소극단을 조직하여 1943년 <암 스트람 그람>이 파리의 아테네 극장에서 상연되면서부터 극작가로서 알려지기 시작했으며, 47년 <작은 퓌테>로 큰 성공을 거두었다. 이후, 불바르극을 가장 화려하게, 가장 많이 쓰는 작가가 되어, 스스로 연출도 하였으며, <니나> <어린이 칭송(稱頌)> <끝없는 사랑> 등 불바르의 옛 수법에 바탕을 두면서, 현대의 입김을 느끼게 하는 뛰어난 풍속 희극을 계속 쓰고 있다.